# Catedral de Chichester

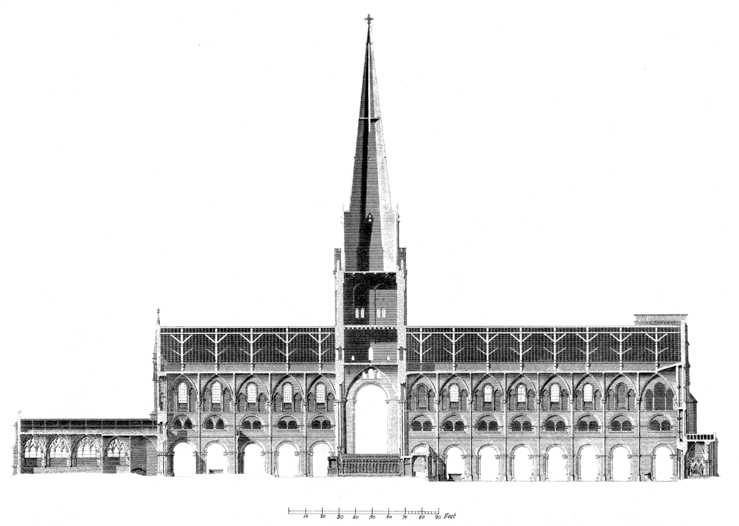
Sección de la catedral de Chichester.

La catedral de Chichester es una catedral anglicana situada en la ciudad de Chichester, en el condado de West Sussex en Inglaterra. Su título oficial es la Catedral de la Santísima Trinidad.

## Historia
La catedral de Chichester ha superpuesto las arcadas normandas (estilo románico inglés) del coro y la nave, por un edificio con un estilo mucho más gótico inglés. El historiador arquitectónico Nikolaus Pevsner la calificó de “la catedral inglesa más típica”. La nave es inusual debido a que en el siglo XIII se dobló su tamaño. La catedral de Chichester es la única catedral medieval en Inglaterra con un campanario separado, con forma de campanile, y también es la única que puede verse desde el mar.
La Catedral fue fundada en 1075, después de que la sede del obispado se trasladara a la ciudad, desde la cercana Selsey. Fue consagrada en 1108 bajo el obispado de Ralph de Luffa pero un incendio provocó una reconstrucción substancial, que estuvo completada hacia 1184. La catedral volvió a ser consagrada en 1199. Esta no fue su mayor etapa en su desarrollo. Ricardo de la Wyche, (San Ricardo de Chichester en el santoral anglicano), que fue obispo desde 1245 hasta 1253, fue enterrado en la catedral, y su tumba se convirtió en un lugar de peregrinaje hasta que se ordenó su destrucción en 1538, durante las primeras etapas de la reforma religiosa inglesa. Después de la segunda consagración la catedral sufrió más daños debido a un incendio, y la mayor parte de la reconstrucción se llevó a cabo en el estilo gótico inglés. El techo de madera original se quemó, y fue reemplazada por la bóveda actual. La aguja, que fue originalmente construida en el siglo XIV, fue reparada en el XVII por sir Christopher Wren. Sin embargo, su construcción con materiales locales de baja calidad la condujo a derrumbarse el 21 de febrero de 1861, milagrosamente sin muertos. Fue reconstruida inmediatamente por George Gilbert Scott, y ahora se alza hasta los 82 metros de altura.
La Catedral tiene otras características únicas. Bajo el suelo de la nave central están los restos de unos mosaicos romanos, que pueden verse a través de un cristal. También en el interior está la tumba del compositor Gustav Holst y la tumba gótica de Richard FitzAlan, X conde de Arundel, y Leonor de Lancaster que aparece en uno de los poemas de Philip Larkin.
La Catedral contiene muchas obras de arte modernas, entre las que se encuentran unos tapices de John Piper y Ursula Benker-Schirmer, una vidriera hecha por Marc Chagall, un cuadro de Graham Sutherland (Noli me Tangere), y un altar para la capilla de San Juan Bautista hecho por Patrick Procktor.
El Hospital St Mary Almshouses de Chichester, que está unido a la catedral, se cree que es el más antiguo de Inglaterra, ya que data del siglo XIII. Los Salmos de Chichester de Leonard Bernstein, compuestos para la catedral, se encuentran entre sus mejores composiciones.
La ciudad de Chichester, a pesar de que conserva dos grandes calles transversales establecidos por los romanos, siempre ha sido lo suficientemente pequeña como para que toda su población se pudiera meter en la Catedral.